# Long Branch (Nueva Jersey)
Long Branch es una ciudad ubicada en el condado de Monmouth en el estado estadounidense de Nueva Jersey. En el año 2010 tenía una población de 30,719 habitantes y una densidad poblacional de 1,919.9 personas por km².
Es la ciudad natal del músico Bruce Springsteen (n. 1949).

## Geografía
Long Branch se encuentra ubicada en las coordenadas 40°14′15″N 75°0′17″O / 40.23750, -75.00472.

## Demografía
Según la Oficina del Censo en 2000 los ingresos medios por hogar en la localidad eran de $38,651 y los ingresos medios por familia eran $42,825. Los hombres tenían unos ingresos medios de $37,383 frente a los $27,026 para las mujeres. La renta per cápita para la localidad era de $20,532. Alrededor del 16.7% de la población estaba por debajo del umbral de pobreza.